# 憙子内親王
憙子内親王（きしないしんのう、文永7年（1270年） - 元亨4年3月12日（1324年4月6日））は、鎌倉時代後期の皇族・女院。亀山天皇の皇女。母は典侍法性寺雅子（雅平の娘）。女院号は昭慶門院（しょうけいもんいん）。一説には文永10年（1273年）生まれ。

## 生涯
永仁元年（1293年）に内親王宣下を受け、永仁4年（1296年）8月11日に准三后および院号宣下を受けた。父院より甲斐国および大和国波多小北荘・越前国小山荘・備後国植田荘など、多くの荘園を与えられ、大井川のほとりに離宮（川端殿）を造営して川端殿女院・土御門女院などとも称された。父院没後の嘉元4年（1306年）9月15日に出家して、法名を清浄源と称した。
後醍醐天皇の要請を受けて、その皇子である世良親王を養子として養育した。元亨4年（1324年）、親王の元服を迎えたが、儀式を見届けた直後に突然病に倒れてそのまま逝去したと伝えられている（『花園天皇宸記』）。父院から継承した所領群は世良親王に継承された。